# Antonio Zanini
Pour les articles homonymes, voir Zanini.
Antonio Zanini Sans, né le 9 février 1948 à Barcelone, est un ancien pilote de rallye catalan.

## Biographie
Antonio Zanini fit ses débuts en courses en 1965, sur deux roues (enduro et motocross), avant de passer sur quatre roues en 1970.
Il est le seul pilote de nationalité espagnole à avoir remporté le championnat d'Europe de sa spécialité.
Il est également le seul avec Jesús Puras à avoir remporté huit titres nationaux (entre 1973 et 1984, plus un ultime sur terre).
Son meilleur classement en WRC fut une 3e place au rallye Monte Carlo en 1977 sur Seat 124 Special.
En France, il se classa 4e du Tour de France automobile en 1980, derrière Darniche, Béguin et Mouton.
Son principal copilote fut Juan José Petisco.
Il reste actuellement membre du Real Automóvil Club de España (REAL), et s'occupe de la formation de jeunes pilotes automobiles pour le compte de la fédération de Catalogne.
En 2011 et 2012, il remporte encore l'Eco Rallye Vasco Navarro en catégorie voiture électrique, à soixante ans passés sur une Mitsubishi, et toujours en 2011 il s'impose dans la catégorie 100% électrique de la Coupe des énergies alternatives de la FIA, avec Eduardo Ansotegui pour copilote.

## Palmarès
| Année | Voiture                            | Championnat                                       |
| ----- | ---------------------------------- | ------------------------------------------------- |
| 1973  | Seat 1430/1800                     | Vice-champion d'Espagne des rallyes               |
| 1974  | Seat 1430/1800                     | Champion d'Espagne des rallyes                    |
| 1975  | Seat 1430/1800                     | Champion d'Espagne des rallyes                    |
| 1976  | Seat 1430/1800                     | Champion d'Espagne des rallyes                    |
| 1976  | Seat 1430/1800                     | Vice-champion d'Europe des rallyes                |
| 1977  | Seat 124/1800                      | Champion d'Espagne des rallyes                    |
| 1978  | Seat 131 abarth                    | Champion d'Espagne des rallyes                    |
| 1979  | Seat 131 Abarth                    | Vice-champion d'Europe des rallyes                |
| 1980  | Porsche 911                        | Champion d'Espagne des rallyes (véhicule Alméras) |
| 1980  | Porsche 911 SC/Ford Escort RS 1800 | Champion d'Europe des rallyes                     |
| 1982  | Talbot Sunbeam Lotus               | Champion d'Espagne des rallyes                    |
| 1984  | Ferrari 308 GTB                    | Champion d'Espagne des rallyes                    |
| 1984  | Talbot Samba                       | Champion d'Espagne des rallyes sur terre          |

## 18 victoires en championnat d'Europe
- 1975, 1977, 1978, 1980, et 1982: rallye de Catalogne (Seat 1430 FU 1800, 124 1800, Fiat 131 Abarth, Porsche 911 SC, et Talbot Sunbeam Lotus)
- 1976, 1979 et 1980: rallye Costa-Brava (Seat 1430-1800, Fiat 131 Abarth, et Porsche 911 SC)
- 1978, 1979 et 1980: rallye de Pologne (Fiat 131 Abarth et Porsche 911 SC)
- 1979: rallye de Bulgarie (Fiat 131 Abart)
- 1980: rallye de Bulgarie (Porsche 911 SC)
- 1980: rallye Haldikidi (Porsche 911 SC)
- 1980: rallye RACE d'Espagne (Porsche 911 SC)
- 1980: rallye d'Algarve (Porsche 911 SC)
- 1982: rallye Príncipe de Asturias (Talbot Sunbeam Lotus)
- 1983: rallye de Bulgarie (Talbot Sunbeam Lotus)

## 27 victoires en championnat d'Espagne
- 1972: rallye 2000 Virajes
- 1974: rallye Islas Canarias
- 1974: rallye ELPA de España
- 1974: rallye 2000 Virajes
- 1975: rallye Montseny Guilleries
- 1975: rallye Príncipe de Asturias
- 1975: rallye del Sherry
- 1975: rallye ELPA de España
- 1975: rallye Catalunya
- 1976: rallye Costa-Brava
- 1976: rallye Montseny Guilleries
- 1976: rallye Firestone
- 1977: rallye 500 km Nocturnos de Alicante
- 1977: rallye Criterium Pub 6 Peniques
- 1977: rallye 2000 Virajes
- 1977: rallye Catalunya
- 1979: rallye Costa Brava
- 1980: rallye Costa Brava
- 1980: rallye RACE d'Espagne
- 1980: rallye Montseny Guilleries
- 1981: rallye Sachs
- 1982: rallye Montseny Guilleries
- 1982: rallye de Torrelavega
- 1982: rallye Fallas
- 1982: rallye Príncipe de Asturias
- 1982: rallye Catalunya
- 1986: rallye Islas Canarias

## Autre victoire
- 2005: 2e Rallye Costa Brava "Historic", sur Porsche 911